# Aphyllorchis
Genre
Classification phylogénétique
Aphyllorchis est un genre de la famille des Orchidaceae, de la sous-famille des Epidendroideae, comptant environ 50 espèces d'orchidées terrestres sans feuilles.

## Liste d'espèces
- Aphyllorchis aberrans
- Aphyllorchis acuminata
- Aphyllorchis alpina
- Aphyllorchis annamensis
- Aphyllorchis angustipetala
- Aphyllorchis anomala
- Aphyllorchis arfakensis
- Aphyllorchis benguetensis
- Aphyllorchis borneensis
- Aphyllorchis caudata
- Aphyllorchis elata
- Aphyllorchis evrardii
- Aphyllorchis exilis
- Aphyllorchis gollani
- Aphyllorchis gracilis
- Aphyllorchis halconensis
- Aphyllorchis hasseltii
- Aphyllorchis kemulensis
- Aphyllorchis montana
- Aphyllorchis odoardi
- Aphyllorchis pallida
- Aphyllorchis pantlingii
- Aphyllorchis parviflora
- Aphyllorchis prainii
- Aphyllorchis purpurea
- Aphyllorchis pusilla
- Aphyllorchis queenslandica
- Aphyllorchis sanguinea
- Aphyllorchis siantanensis
- Aphyllorchis simplex
- Aphyllorchis spiculaea
- Aphyllorchis striata
- Aphyllorchis sumatrana
- Aphyllorchis tanegashimensis
- Aphyllorchis torricellensis
- Aphyllorchis unguiculata
- Aphyllorchis vaginata

## Répartition
Asie du Sud-Est depuis le Sri-lanka et l'Inde, jusqu'en Nouvelle-Guinée.